# Geroldshausen
Geroldshausen est une commune de Bavière (Allemagne), située dans l'arrondissement de Wurtzbourg, dans le district de Basse-Franconie.

## Personnalités
- Eduard Wirths, médecin en chef SS du camp de concentration et d'extermination d'Auschwitz (1909-1945), né à Geroldshausen.